# Eisenbahnbrücke Bad Mergentheim

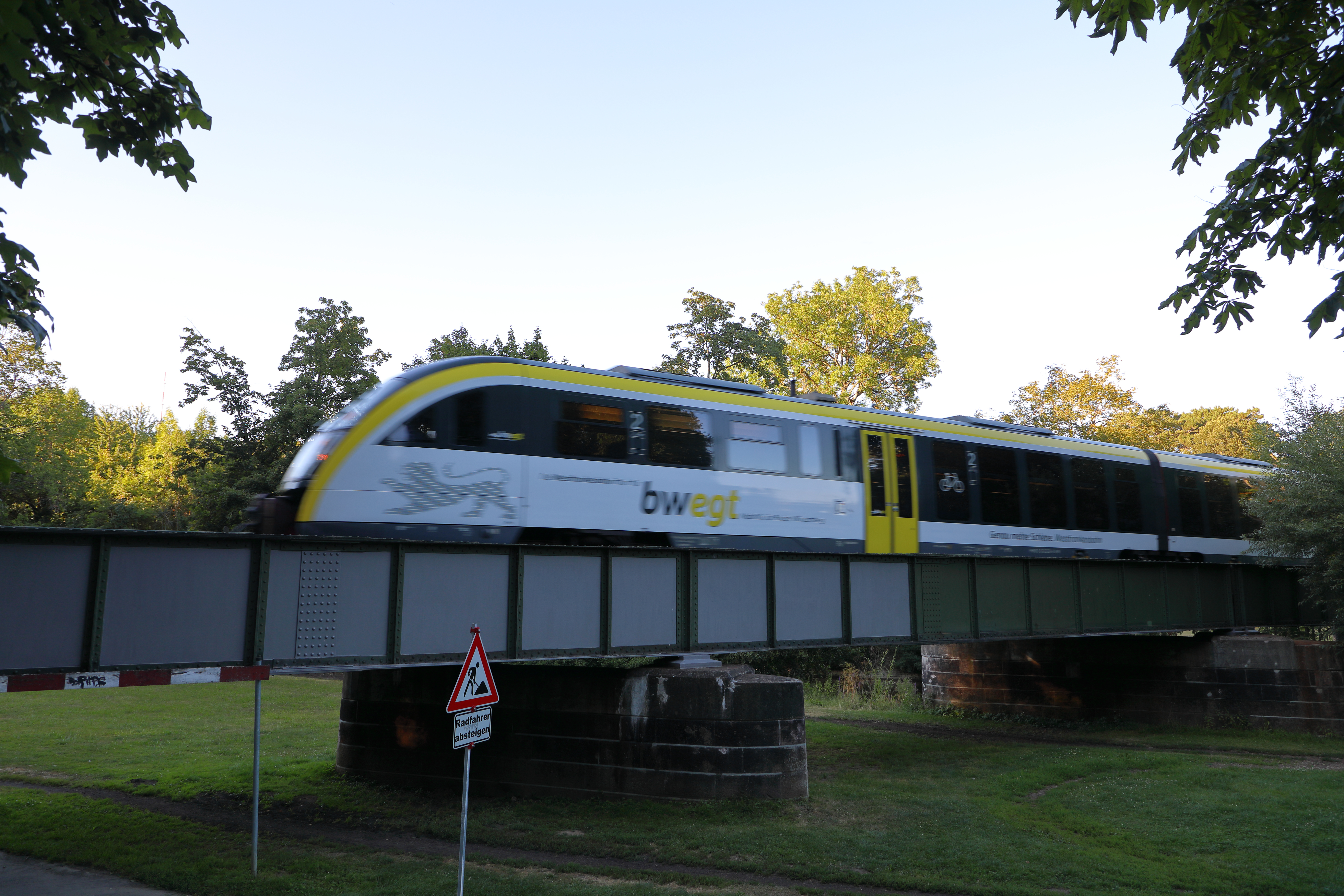

Die Eisenbahnbrücke Bad Mergentheim ist eine Eisenbahnbrücke der Bahnstrecke Crailsheim–Königshofen auf der Gemarkung der Großen Kreisstadt Bad Mergentheim im Main-Tauber-Kreis in Baden-Württemberg.

## Geschichte und Beschreibung
Die Stahlbrücke wurde am 18. Oktober 1869 mit der Eröffnung der Strecke in Betrieb genommen. Sie folgt nach dem Bahnhof Bad Mergentheim in Richtung Igersheim und Markelsheim und ist 107 Meter lang. Die Brücke führt zwischen dem Schlosspark und dem Kurpark über die Tauber.

## Denkmalschutz

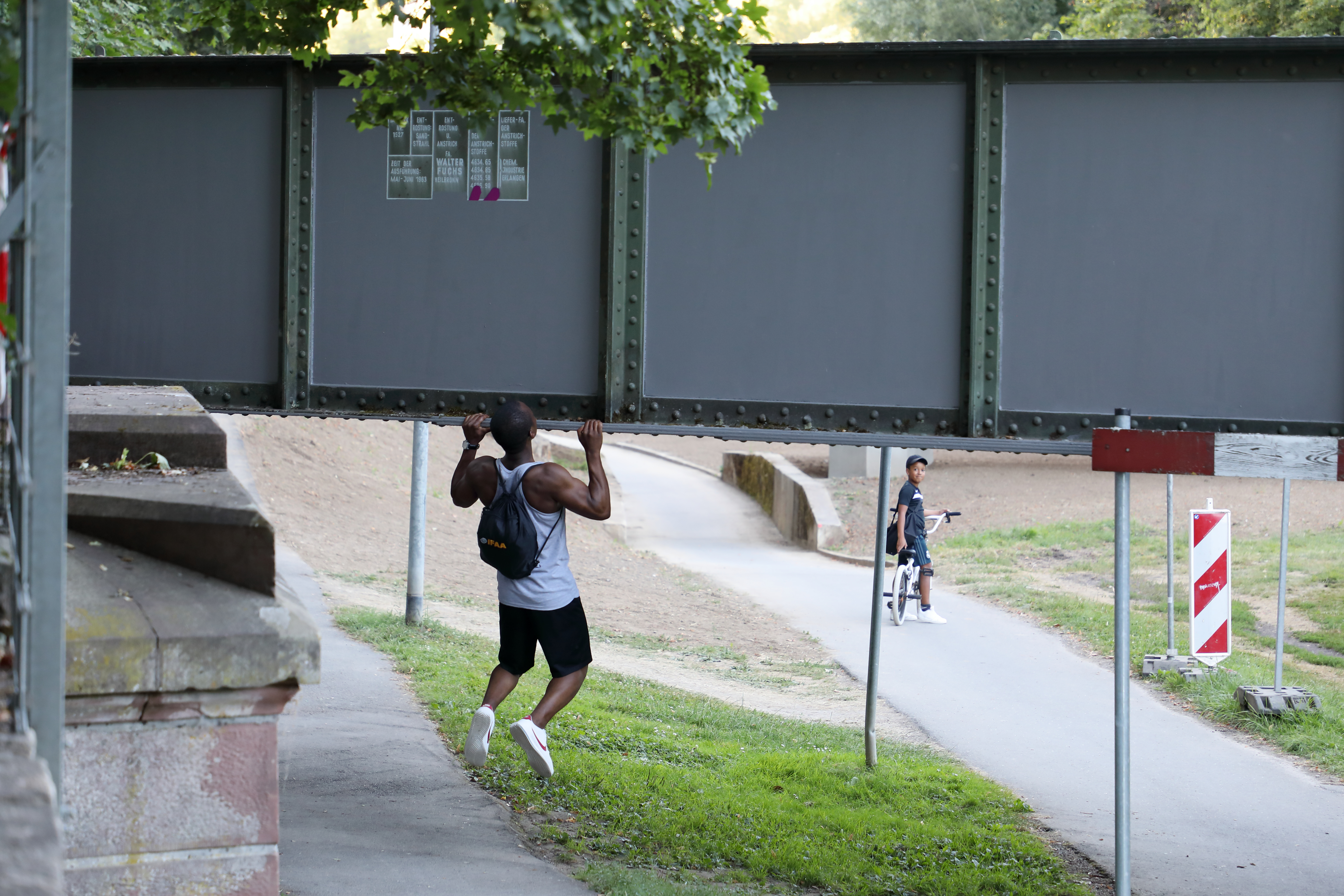
Dank ihrer geringen Höhe dient sie auch als Trimm-Dich-Gerät

Die Brücke steht als Teil der Sachgesamtheit „Württembergische Taubertalbahn“ unter Denkmalschutz.